# Pedro Brazão
Pedro Brazão né le 30 décembre 2002 à Lisbonne au Portugal, est un footballeur portugais qui évolue au poste de milieu offensif au Bodrumspor.

## Biographie

### En club
Né à Lisbonne au Portugal, Pedro Brazão est formé par le SF Damaiense avant de rejoindre l'OGC Nice. Le 5 avril 2019, il signe à 16 ans son premier contrat professionnel avec Nice, celui-ci étant effectif à partir du 1er juillet 2019. Il joue son premier match en professionnel le 20 avril 2019, lors d'une rencontre de Ligue 1 face au SM Caen. Il entre en jeu à la place de Patrick Burner lors de cette rencontre perdue par son équipe (0-1 score final).
Le 25 septembre 2020, Pedro Brazão est prêté au club suisse du FC Lausanne-Sport pour une saison,.
Le 18 août 2021, il quitte définitivement l'OGC Nice pour rejoindre le FC Famalicão, où il signe pour cinq ans. Le 12 septembre suivant il joue son premier match sous ses nouvelles couleurs lors d'une rencontre de première division portugaise contre le Moreirense FC. Il entre en jeu à la place d'Ivo Rodrigues et les deux équipes se neutralisent (2-2).
Le 26 juillet 2023, Pedro Brazão rejoint la Turquie afin de s'engager en faveur du Bodrumspor, qui évolue alors en deuxième division.

### En sélection
Pedro Brazão est sélectionné avec l'équipe du Portugal des moins de 17 ans de 2018 à 2019. Il inscrit son premier but le 16 octobre 2016 contre le pays de Galles (victoire 1-5 du Portugal). Il se fait notamment remarquer le 12 février 2019 en réalisant un doublé contre l'Espagne, donnant la victoire aux siens (2-1 score final). Il est retenu avec cette sélection pour participer au championnat d'Europe des moins de 17 ans en 2019. Lors de cette compétition organisée en Irlande il joue quatre matchs dont deux comme titulaire. Son équipe est éliminée en quarts de finale face à l'Italie (1-0).
Avec l'équipe du Portugal des moins de 18 ans, Brazão joue un total de cinq matchs en 2019.